# كلاري هيرد
كلاري هيرد (بالإنجليزية: Clarrie Heard)‏ (8 يونيو 1906 – 27 مايو 1990) هو سبّاح نيوزيلندي راحل، مثّل بلاده في الألعاب الأولمبية الصيفية 1924.

## روابط خارجية
كلاري هيرد على موقع الاتحاد الدولي للسباحة (الإنجليزية)
- كلاري هيرد على موقع أوليمبيديا (الإنجليزية)
- كلاري هيرد على موقع اللجنة الأولمبية النيوزيلندية (الإنجليزية)